# Embalse de Tous
El embalse de Tous (también llamado pantano de Tous) está situado en los términos municipales españoles de Tous y Millares, en la provincia de Valencia. La presa retiene las aguas del río Júcar y de su tributario el río Escalona, en la parte final de su curso. El embalse tiene una capacidad máxima de 379 hm³.

## Historia

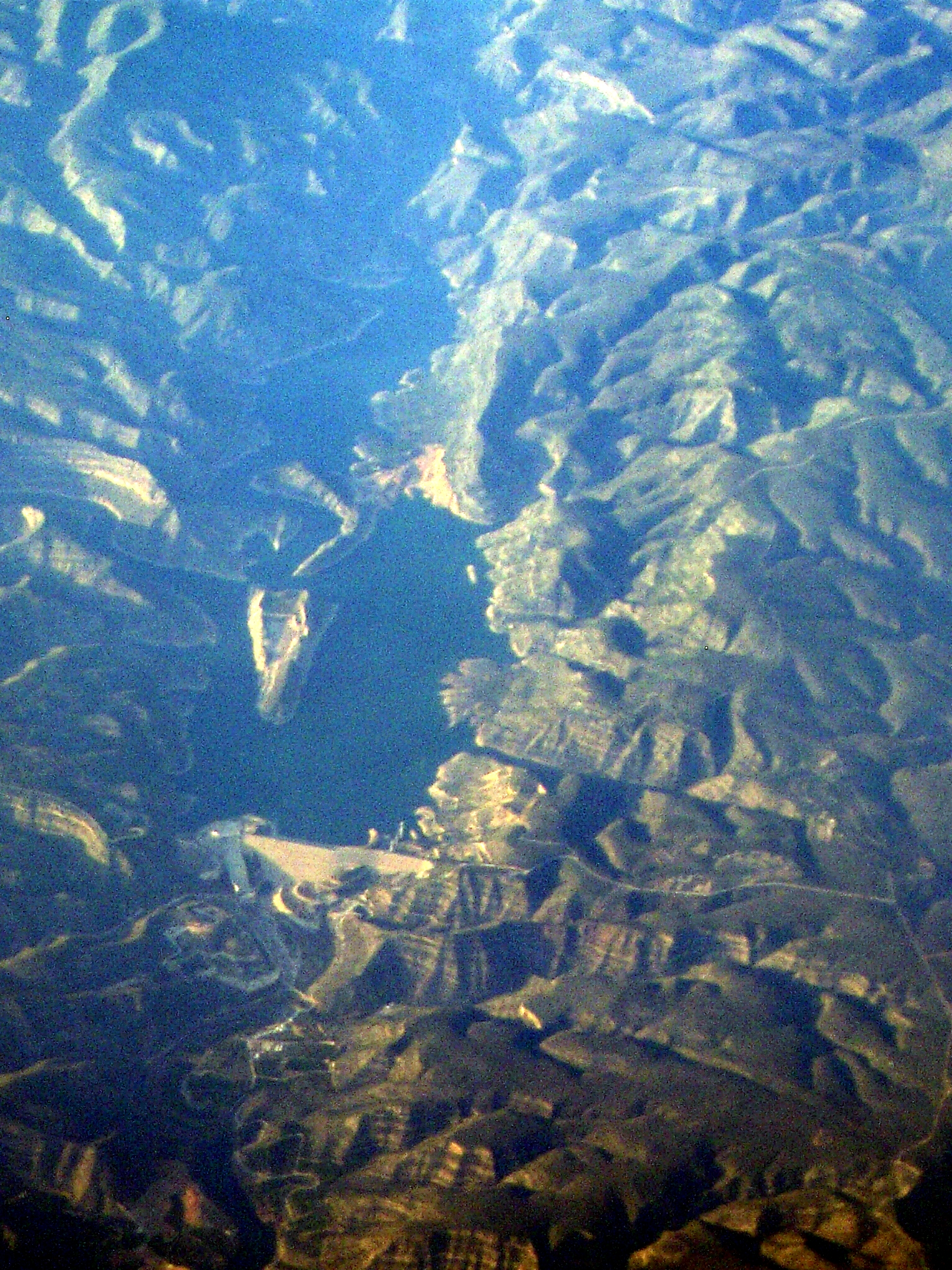
Presa de Tous

La primera presa de Tous tenía una capacidad de 80 hm³ y se derrumbó la tarde del 20 de octubre de 1982, hacia las 19:15, debido a la descomunal crecida del Júcar, llegando a embalsar hasta 120 hm³. Desde el día 19 venía lloviendo torrencialmente en la cuenca media del río como consecuencia de una gota fría en altura que descargó más de 600 mm en un área de 700 km² y más de 100 mm en el resto de la cuenca. Según los datos oficiales de las distintas estaciones de la zona y las isoyetas trazadas de acuerdo a ellas, la lluvia precipitada aguas arriba de Tous habría llegado a los 2000 hm³. Debido a una sucesión de acontecimientos inesperados (pérdida de corriente eléctrica debido a la intensa lluvia y fallo del grupo electrógeno de emergencia por inundación de la sala) no se pudieron abrir las compuertas y el gran caudal del río fue derruyendo la presa (era de tipo escollera, construida con materiales sueltos) que, finalmente, cedió por completo liberando un caudal que se cifró en 16 000 m³/s en Alcira, aguas abajo del embalse, causando la mayor riada y pantanada conocida en España, conocida como la «Pantanada de Tous».
El embalse actual se terminó de construir en 1996 y cuenta con una capacidad mucho mayor que la del anterior. Entre los objetivos de la presa se encuentra el aprovechamiento hidroeléctrico (todavía en proyecto), la prevención de inundaciones y el riego; sus aguas surten el canal Júcar-Turia. Está permitida la navegación recreativa y la pesca de lucios, carpas y barbos en sus aguas.